# 機動戦士ガンダム外伝 THE BLUE DESTINY
『機動戦士ガンダム外伝 THE BLUE DESTINY』（きどうせんしガンダムがいでん ザ ブルー ディスティニー、MOBILE SUIT GUNDAM SIDE STORY THE BLUE DESTINY）は、アニメ作品群『ガンダムシリーズ』の一つで、ゲーム『機動戦士ガンダム外伝』シリーズの第一作。1996年から1997年にかけてセガサターン用に三部作として販売された3Dシューティングゲーム、またそれを原作にした一連の小説や漫画である。

## 概要
機動戦士ガンダムにおける一年戦争末期、EXAMシステムと呼ばれる対ニュータイプ用の戦闘システムを搭載した蒼いモビルスーツを巡って歴史の裏で繰り広げられた戦いを描いている。
原作であるアニメ『機動戦士ガンダム』と世界を共有しつつも、ゲームオリジナルのキャラクターやモビルスーツをメインとする『機動戦士ガンダム外伝』の第1作。この作品は一作目30万本、三作合計で70万本という大ヒットになり、ガンダム外伝は以後シリーズ化された（詳細は#制作の背景を参照）。
人気作で移植を強く望まれていながら長らく実現せず、ギレンの野望シリーズやGジェネレーションシリーズ、機動戦士ガンダム戦記 Lost War Chroniclesに機体とキャラクター、ストーリーシナリオが登場する程度だったが、一年戦争題材の外伝ゲーム作品を網羅したPS3用ゲームソフト『機動戦士ガンダム サイドストーリーズ』にて限定的ながらPS3への移植が実現した。
本作の主要なモビルスーツやキャラクターは（2012年現在）ガンダムを題材にしたゲームで登場する。また、ゲーム以外ではプラモデル（ガンプラ）や『GUNDAM FIX FIGURATION』などの玩具としても商品化されている。

## シリーズ一覧
- 機動戦士ガンダム外伝1 戦慄のブルー：1996年9月20日発売
- 機動戦士ガンダム外伝2 蒼を受け継ぐ者：1996年12月6日発売
- 機動戦士ガンダム外伝3 裁かれし者：1997年3月7日発売
  - 通常のセガサターン用ソフトのプラスチックケースではなく、CDケースと同じサイズのハードカバーブックレット形式になっており、取扱説明書や解説書を兼ねたブックレットの巻末にゲームディスクを収納できるようになっている。
- 機動戦士ガンダム外伝 THE BLUE DESTINY：1997年8月29日 - 三部作をセットにして、イラストや攻略ムービー等を収録したスペシャルディスクを同梱。

## 物語

### オリジナル
戦慄のブルー（せんりつのブルー）
舞台はオデッサ作戦の数日後、ユウ・カジマがMS部隊に配属されてからの話。地球連邦軍にとっての新兵器であるモビルスーツの運用を試験するための小隊（地球連邦軍第11独立機械化混成部隊、通称モルモット隊）に配属になったユウ・カジマは、ある作戦中に蒼い塗装の機体から襲撃される。その機体は、味方であるはずのジムタイプであった。
異常なまでの機動力と攻撃力を持つその機体を、何とか撃退することに成功したユウたちモルモット隊であったが、これは、彼らと蒼いモビルスーツとの因縁の始まりに過ぎなかった。
先行配備されたジム・コマンドを巧みに操るユウの活躍、そしてフィリップ、サマナの援護により基地に攻め込んできたハイ・ゴックやドム等のジオンのエースを破る等功績をあげエースとして評価されることになる。
セガサターン版のゲーム終了後スコア次第でユウは少尉から中尉に昇格される。おまけとしてCDとして再生するとCD警告メッセージとしてモーリンが話してきたり、ブルーデスティニー1号機のガレージキットが当たる抽選ハガキが同封されていた。
蒼を受け継ぐ者（あおをうけつぐもの）
不時着したミデア輸送機の救助要請を受けたモルモット隊は作戦中、ニムバス・シュターゼンの駆る蒼い塗装に赤い両肩の敵MSイフリート改の襲撃を受ける。敵味方関係なく攻撃するその様にユウは衝撃を受けるが辛うじて退けることに成功する。ミデアの中身は因縁の蒼いジムだった。ニムバスを退けたユウの技量を見込んだ技術士官アルフ・カムラは蒼いジムこと「ブルーディスティニー1号機」をユウに託す。
ブルーに搭載された高性能OS「EXAMシステム」に疑問と不安を感じつつもユウはブルーを乗りこなし、単独でミサイル基地の強襲等困難な任務を次々とこなしていく。そして、同じくEXAMを搭載するジオンのモビルスーツ「イフリート改」との宿命の対決が訪れる。激闘の末、なんとかイフリート改を撃破したユウだったが、EXAMが搭載されたブルーの頭部を破壊されてしまう。イフリート改の操縦者ニムバス・シュターゼンは「マシンの性能で勝ったことを忘れるな」と言い残し、脱出する。
セガサターン版では勝利すると「くっ、所詮は性能差か・・・しかし！」と言って頭部を破壊し逃亡、その後脱出している。前作をプレイして中尉だった場合、終了後大尉に昇格する。
CDとして再生するとこちらの場合、CD警告メッセージではなく代わりにゲーム上の曲の一部が聞く事が出来る。
裁かれし者（さばかれしもの）
地球連邦軍のEXAM研究所を襲撃したニムバスは、EXAMの開発者であるクルスト・モーゼス博士を殺害し、ブルーディスティニー2号機を強奪する。それを奪還する任務を与えられたモルモット隊に、残された最後のEXAM搭載機であるブルーディスティニー3号機が配備される。また、サマナやフィリップも機体の損傷により鹵獲したザクⅡ（識別用にジムのシールドを背負っている）やボール等に乗り換えるなど各ステージによって機体が変わっている。
物語の舞台は地球から宇宙へと移り、コロニー強襲により研究対象だったマリオンの存在を知る等EXAMを巡る戦いは最終局面を迎える。
前作同様階級を引き継いでいると、この時点で昇格し全部プレイ済みの場合少佐にまで昇格する。この作品のみマルチエンディングのためスコアによりモルモット隊の安否も変わる。また、おまけとしてアムロ・レイ（ジャブロー到着までの戦闘データ）と宇宙ステージで戦うことも可能。この際も被弾ダメージによって各キャラのセリフが変わる様になっている。

### 再現版
※前述のPS3用ゲームソフト『機動戦士ガンダム サイドストーリーズ』での再現シナリオ。オリジナル発表以降の後付けの設定も折り込み、本編とは結末や展開が若干異なる。
序章
ジオン公国でニュータイプ研究と独自の理論を盛り込んだEXAMシステムの開発を進めていたクルスト・モーゼス博士はテストパイロットのニムバス・シュターゼン、そしてニュータイプ能力を持つマリオン・ウェルチの協力を得て研究を続けていた。だが、ニムバスを遙かに凌駕するマリオンの驚異的な能力に「いずれオールドタイプはニュータイプに支配される」という妄想を抱くようになる。狂気に走ったクルストはマリオンをEXAM完成の生け贄とし、彼女は昏睡状態に陥った。ジオン・ダイクンの理想であるニュータイプを兵器として利用するというクルストの研究はジオン内部で異端視され、クルストは研究継続のため連邦政府に亡命する。その際、博士により4つの完成したEXAMのうち3つまでが持ち出された。ニムバスはマリオンをサイド6の病院に入院させ、ジオンと自身を裏切ったクルストへの復讐を胸に誓う。
一方、クルストは亡命先の連邦政府でMS開発責任者のアルフ・カムラと出会う。彼はEXAM搭載機として陸戦型ガンダムを改良した機体ブルーディスティニー1号機(BD-1)を完成させる。だが、BD-1の驚異的な運動性能はテストパイロットたちの命を次々に奪う。遂には暴走事故を起こすのだった……。
戦慄のブルー
地球連邦軍第11独立機械化混成部隊、通称「モルモット隊」のユウ・カジマ、フィリップ・ヒューズ、サマナ・フュリスの三人は作戦行動中に敵味方無差別に攻撃する謎の蒼い機体と遭遇する。それこそはBD-1だった。三人はどうにかBD-1を退けることに成功する。その驚異的な運動性能と殺戮マシンとも呼ぶべき圧倒的な力にユウは魅了される。先行配備のジム・コマンドを受領したモルモット隊は数々の戦場で活躍し、エースパイロットとなったユウにアルフは白羽の矢を立てようと考えるようになる。
蒼を受け継ぐ者
輸送中のBD-1がミデア改の機体内で暴走。アルフとBD-1を乗せたミデア改は砂漠地帯に不時着する。これの救出を命じられたのはモルモット隊だった。だが、この情報を得ていたニムバスはジオンに残された最後のEXAMを搭載したイフリート改で出撃し、EXAM回収を目論む。ミデア改を攻撃しようとした自軍部隊を撃墜したニムバスだったが、モルモット隊と鉢合わせになり交戦。不慣れな地上戦と機体完熟度、そしてユウの技量により撤退を余儀なくされる。二人のエースの因縁はこのとき始まった。
奇しくも再会することになったユウとBD-1。アルフはEXAM搭載機を退けたユウの技量を見込み、BD-1を託す。ユウは中尉に昇進し、アルフはモルモット隊に帯同することになる。力を渇望していたユウはBD-1を得てその性能に満足する。だが、発射目前のミサイル基地制圧を命じられたユウはアルフの命令でEXAMシステムを使用。圧倒的な戦闘力で基地守備隊を壊滅させたユウだったが、システム発動中に謎の少女の声を聞く。そして、敵味方の区別がなくなったBD-1は戦いの直後にフィリップに銃口を向ける。幸い何事もなく終わったものの、ユウはEXAMへの恐怖と謎の少女マリオンの声に疑惑を深めてゆく。だが、ユウにはまだ確証がなかった。
オデッサが終わりジオン地上軍掃討に当たっていたモルモット隊は再びニムバスと交戦する。互いにEXAMを発動させるBD-1とイフリート改。激闘の中で、ユウはマリオンの意志をはっきりと知る。BD-1はイフリート改を撃破するが、とどめを刺そうとしたユウの前にニムバスの部下のドムが立ちはだかり、機体の爆発によりEXAMを搭載したBD-1の頭部が失われる。ニムバスは部下の手で辛くも脱出する。
裁かれし者
ニムバスは部下の情報でクルストの所在地を特定。基地でシステム開発を続けていたクルストを誅殺し、実験機として保管されていたブルーディスティニー2号機（BD-2）を強奪する。その情報にアルフは動揺。アルフはEXAMシステムの詳細については知らされていなかった。未完成のため難を逃れたブルーディスティニー3号機(BD-3)を急遽完成させたアルフはユウたちモルモット隊とともにニムバスの行方を追う。そんな中、HLV発射場でジオンの大軍と交戦することになったモルモット隊は同じく連邦のMS試験運用部隊である第20独立機械化混成部隊“レイス”の協力を得る。レイスの隊長トラヴィス（フィクサー）から連邦軍でEXAMの研究成果から生まれたHADESを搭載した『第4の騎士』“ペイルライダー”が運用されているという事実を聞かされたアルフはHADESがオーガスタ研究所で行われている非人道的な開発計画により産み出されたものだという情報を与える。宇宙に上がったユウたちはかつてクルスト博士が研究に使っていたコロニーに向かう。そこでユウたちが知ったのはEXAMシステムがニュータイプと戦うため、ニュータイプの少女マリオンを犠牲にして産み出されたということだった。ニムバス率いるMS隊に急襲されたユウはニムバスとの因縁に決着をつけるべく出撃する。戦災孤児のマリオンがニムバスやクルストに愛情を持っていたこと。だが、皮肉にもそのことが二人を狂気に駆り立ててしまったこと。彼女の本質が殺戮マシンの「システム」ではなく、愛する者を守りたいという「意志」であるという事実を理解したユウはマリオンと共にEXAMの亡者に墜ちてしまったニムバスを救うためBD-2の頭部を破壊するが、相討ちとなりBD-3も頭部を破壊される。二機の爆発はユウとニムバスを飲み込むかに思えたが不思議な光に包まれたユウは奇跡を目撃し、生還して仲間達の待つ場所に戻ることが出来たのだった。一方、妄執から解放されたニムバスは安らかなる戦死を遂げる。
終章
ユウは終戦後サイド6で読書をしている一人の少女を目撃する。それは昏睡から覚めたマリオンだったがユウは声をかけることなく立ち去る。ユウは連邦軍に残り相次ぐ紛争を経験する。EXAM事件から10年後、シャア・アズナブル率いるネオ・ジオンによる「アクシズ落とし」が行われる最中、ジェガンのパイロットとして参戦していたユウはアクシズ落下を食い止めようとして命を賭すMSたちの中に混じっていた。引力で弾かれそうになったギラ・ドーガを救うユウ。死を覚悟し「馬鹿なことかも知れない」とひとりごちたユウの脳裏に、マリオンの言葉が響く。「違うでしょ」ユウの前でアムロ・レイの起こした奇跡の光が巻き起こり、アクシズ落下は阻止された。生き残ったユウはニュータイプの起こす「奇跡の光」を二度も目撃することになった。

## ゲームシステム
コクピット視点による3Dシューティングゲーム（FPSに該当）、自分の操縦する機体を見ることはできない。
ミッション（ステージ）数は各巻につき5ずつ。ミッションをクリアするとそのステージで獲得した得点と装甲の被弾率、オプションで設定された難易度によってAからEの5段階でランクがつけられ、その巻のミッション全てをAでクリアすると、主人公であるユウ・カジマの階級が一段階昇進する（少尉から始まり最高で少佐まで）。昇進したデータは次の巻に引き継ぐことができ、最終的なエンディングで語られるユウの戦後の消息が変化する（マルチエンディング）。
2作目以降は、セガサターンツインスティックでの操作にも対応している。

## モルモット隊
正式名称は「第11独立機械化混成部隊」。本作の主人公であるユウ・カジマらが所属する地球連邦軍のMS部隊の通称である。特定の方面軍ではなくジャブロー直轄部隊であるため、作戦ごとに戦場を渡り歩いている。これは部隊の目的がMSの運用データの収集（モルモット隊という通称はこれに由来する）にあり、激戦区を転戦することによりその任務を達成するためである。ただし、現地の部隊からは上層部からのお墨付きを得て戦果を独占しているとして、やっかみや嫉妬の目で見られることが多く、他の部隊との関係は良好とはいえない。
MSパイロットをはじめとする人員は各方面から選抜された者によって構成されている。ただし消耗率も極めて高く、優先的に補給を受けられるとはいえ、それらはほぼ帳消しとなっている。また、人的消耗も著しく、部隊創設当初は10名のパイロットがいたにもかかわらず、作中ではユウ、フィリップ、サマナの3名のみが生き残るに留まっている（小説版ではパクが新たに配属された）。漫画『ザ・ブルー・ディスティニー』ではユウたち第一小隊の他に、第二小隊、第三小隊も存在している。
戦力としてはMS5機とホバートラック2両、支援ヘリ2機を有する。通常はMS3機とホバートラック1両もしくは支援ヘリ1機の編成で運用される。残りのMS2機は本隊警護及び予備機とする。これらの機体と人員の輸送は7機のミデアによって行われる。ちなみにこのミデアは、小説版の記述によればTV版の機体とは異なり、ミサイルを装備するなどして火力を強化している。形状も『機動戦士ガンダム0080 ポケットの中の戦争』に登場したC-88と呼ばれるタイプである。なお、「裁かれし者」で宇宙へ戦場を移した際には、宇宙用の機体、装備が配備されず、フィリップとサマナは鹵獲したザク、果てにはボールに乗って出撃していた。
作中、MSの運用データ収集はジャブローにアムロ・レイの操縦するガンダムのデータが届けられたことによって終了し、以後はブルーの実験部隊としてだけでなく、独立遊撃部隊として各方面を転戦する。ブルー2号機が奪取された後には宇宙へと上がり、実質的な討伐部隊となる。星一号作戦にも参加し、一年戦争終戦後に解散した。

## 登場人物

### 地球連邦軍
ユウ・カジマ (You Kajima)
声：なし（本作、『機動戦士ガンダム ギレンの野望』）/ 山寺宏一（『機動戦士ガンダム めぐりあい宇宙』『機動戦士ガンダム戦記 Lost War Chronicles』ほか）/ 諏訪部順一（『機動戦士ガンダム MS戦線0079』以降）
モルモット隊所属のエースパイロット。階級は少尉→中尉→大佐。寡黙な性格だが、その技量はシミュレーター上のアムロ・レイのRX-78-2 ガンダムに勝つほどである。暴走したブルーディスティニー1号機を撃退した際の戦いぶりが評価され、ブルーの新たなパイロットとして選出。EXAMシステムを巡る戦いに巻き込まれることになる。名前の由来は一人称視点のゲームであった事から「YOU（＝プレイヤー）」。1号機が蒼く塗装されていたことから、「蒼い死神」という異名で称されることがあるが、あくまで機体に対する呼称に過ぎない。これとは別に「蒼い稲妻」という異名もあるが、こちらはモーリン・キタムラが考案したもので、本人が吹聴したり敵味方双方に広まって呼ばれたりしたものではない。
EXAMシステムを巡る戦いの後は、仲間達とア・バオア・クーの戦いに参加した。ナレーションでは「ジム」とされるが、画像は通常塗装のジム・コマンドである。ゲームプレイの評価次第では、戦死や行方不明になってア・バオア・クー戦に参加しない。最低評価だと、フィリップやサマナもア・バオア・クー戦で戦死する。また、高山瑞穂による「当時のゲームスタッフからは真のエンディングはC評価（「２号機の爆発に巻き込まれて行方不明。ただその後の目撃談アリ」）と聞き、漫画はそれに基づいている」との旨の証言もある。
小説版によれば、物語中盤の時点でMS撃墜数は60機以上とされ、一年戦争終結時の地球連邦軍エースパイロットトップ5にランクイン出来る数である。しかし、EXAMシステムに関する記録は歴史より抹消されたため、活躍も公式記録からは消されている。漫画版では、モルモット隊に入る前は戦闘機パイロットだった。また、架空戦記ではあるが、漫画『機動戦士ガンダム外伝 宇宙、閃光の果てに…if』では、ア・バオア・クー戦でジム・コマンドに搭乗している様子が描かれている。また、『ギレンの野望』においては、青いジム・コマンドが確認されている。
コミック版作品『ザ・ブルー・ディスティニー』ではモルモット部隊に入る以前の詳細も描かれている。
同作ではルウム戦役当時はサラミス級艦サンタフェ所属の戦闘機パイロットであったが、自身を残して仲間は全滅。その後は、友軍である大尉の勧めと自らの強い意志で実験部隊に志願した。11月中旬、同胞であるサマナ、フィリップと共に謎の蒼いMS(後にブルー・ディスティニー1号機と判明する)と遭遇、交戦するも退ける。その後はジム・コマンド系の上位機であるジム・ドミナンスを与えられ、実験部隊の主戦力として戦闘に参加し続けていた。しかし戦場で邂逅した蒼い機体のことが脳裏から離れず、また同じ頃、謎の少女が蒼い機体と共に夢に現れる様になり、益々その力を欲する様になる。
一年戦争終結後も地球連邦軍に身を置き続け、第二次ネオ・ジオン抗争の際はアクシズの降下阻止にジェガンで参加した。階級は大佐。小説版では映画『機動戦士ガンダム 逆襲のシャア』にてアクシズから弾かれたギラ・ドーガの手を掴んだ機体に乗っていたのはユウだったとしている。サイコフレームの共振によって発せられた光は、彼にとってEXAMシステムを巡る戦いに関わったニュータイプ少女マリオン・ウェルチを思い起こすものであった。第二次ネオ・ジオン抗争後はアクシズ降下時の命令違反を問われて予備役に編入され、その翌年に退役している。
ゲーム『ギレンの野望 ジオンの系譜』では、『機動戦士ガンダム外伝 コロニーの落ちた地で…』の主人公マスター・ピース・レイヤーが「君と同郷だ、お互いココでは肩身が狭い」と語りかけてくるイベントがある。また、EXAM関連のイベントを完了した場合『ジオンの系譜』では全員帰還するが『アクシズの脅威』シリーズではユウのみ戻ってこない。
『機動戦士ガンダム サイドストーリーズ』での活躍や力を渇望するといった描写は前述の通り。
モーリン・キタムラ
声：長沢美樹
モルモット隊の戦闘オペレーター。階級は伍長。部隊の紅一点（小説版では他にアンジェラというオペレーターが配属されている）でアイドル的存在。ユウに恋心を抱いているが、実はそれはユウ・カジマという人間にでは無く「エースパイロットのユウ」と云う偶像に憧れているに過ぎなかった。
小説版によれば、一年戦争が始まるまでは父親の仕事の関係でずっと宇宙にいた。父親は宇宙軍所属の軍人であり、コロニー落としの際にはサラミスの主砲でミラーを破壊したという。サラミスの艦長を務めていた父親の死をきっかけに精神の不安から自身の純潔をユウに捧げ、戦後に一時期交際するが、亡き父の決めた婚約者と結婚する事を決め別れている。また「蒼い稲妻」というユウの異名を考案したのは彼女である。
なお、基となったゲーム版及び漫画版では、小説版のような設定は特に描かれておらず、むしろフィリップに対してはキツく対応している所が際だって描かれている。
フィリップ・ヒューズ
声：若本規夫
饒舌で戦闘中でもジョークを飛ばす陽気なベテラン兵。階級は少尉。服務態度に問題はあるものの、パイロットとしての腕は確か。ユウが昇進してもタメ口を通すほど気の合う戦友。
漫画版ではジムの左胸にパーソナルマークらしき模様がある。
グリプス戦役の後に負傷退役し、その後はサイド6に移住してパン屋を経営している。ユウによると「パンは申し訳ないがまずかった」とのこと。
原作ではジムからジム・コマンドを経て最終的にはボールのパイロットになるなど扱いが悪く、僚機として居ても居なくても大差ない存在だったが、『機動戦士ガンダム サイドストーリーズ』ではフィリップ、サマナのどちらかが必ず実体弾、ビーム兵器のジム系のためBDの「露払い役」あるいは「ドジってユウが墜とされたときに時間を稼ぐ役」として重宝する。
『ザ・ブルー・ディスティニー』では原作通りユウ、サマナと共にモルモット隊の一員として活躍。ユウがブルーディスティニー1号機のパイロットとなって以降は、彼の前の機体であるジム・ドミナンスを引き継いでいる。
また、ジルという恋人がいるのだが、彼女がジオンの工作員である事には未だ気付いていない。
サマナ・フュリス
声：関智一
モルモット隊最古参パイロットの1人。階級は准尉。やや頼りない生真面目な性格のため、フィリップからは「サマナちゃん」と呼ばれていた。
MS操縦の腕前はユウらに劣り、RX-78とのシミュレーター戦では5秒もたずに撃破されている。だが、基本に忠実な操縦のため(アルフ曰く「メカニックにとって理想的なパイロット」らしい）その後のモビルスーツ用OS開発には非常に役に立ったという。グリプス戦役の後に士官学校の教官となり、多くの新兵を鍛え軍に送り込んでいる。
『ザ・ブルー・ディスティニー』では原作通りモルモット隊の一員として活躍。ユウがブルーディスティニー1号機、フィリップがジム・ドミナンスのパイロットとなった時に、ジム・コマンドキャノンに搭乗している。
アルフ・カムラ
声：大塚芳忠
ブルーディスティニー担当の技術士官。階級は大尉。ブルーの開発以前はRGM-79(G)陸戦型ジムの設計に関与していた。
ブルーのテストパイロットとしてユウに目をつけ、1号機と共にモルモット隊に配属される。ブルーに対し行きすぎた執着心を見せるが、腕は確かであり愛着も深い。シミュレーター上とはいえユウの3号機がRX-78に勝利すると、テム・レイへの対抗心も見せている。1、3号機にリミッターを搭載したのも彼である。常にEXAMだけは壊さないようにユウに念を押すが、結局失われてしまう事になった。
クルストの思想に共感しているわけではないが、EXAMと言う技術を人間の脳にも流用可能ではないかと考えるなど、マッドサイエンティストとしての面を持つ。反面自分の本心を明かすのが苦手な不器用な性格であるともされている。
後にニュータイプに魅せられ、ニュータイプ研究所でその研究に携わった。小説版ではユウに近況を報告する手紙を送っているが、その殆どは軍によって検閲されていた。
のちの宇宙世紀0096年に完成するユニコーンガンダムの開発要求仕様書には、連邦軍側からの担当者の欄に「技術開発本部 アルフ・カムラ大佐」という名が記載されている。
『機動戦士ガンダム サイドストーリーズ』では、非人道的な研究を明確に否定しており、前述のようなマッドサイエンティスト的な人間としては描かれていない。クルストを尊敬していたが、EXAM誕生の経緯や、そのコアにNTの人間を使うことなどを知り嫌悪感を示す。
『SDガンダム GGENERATION GATHER BEAT』では、ギニアス・サハリンの狂気を見て「自分はそこまで狂ってはいない、今はまだな」と発言したり2号機の破壊が成功すると感謝しつつ「なんせ今まで分からなかったシステムについて分かっちまったんだからな、感謝しても足りないぜ」と笑みを浮かべるといった黒い部分をのぞかせる。反面『同2』ではEXAM関連の話が終わると人間味のある部分を見せる。余談だが、『同１』のみアルフが一時期グレイファントムの艦長に代理としてなるステージが存在する。

クルスト・モーゼス
声：清川元夢（『ガンダムカードビルダー』ほか）
元はジオンのフラナガン機関所属だったが、ジオン製のMSではEXAM研究に限界を感じたため、自らの開発したEXAMシステムを手土産に連邦に亡命した。ゲーム本編には名前のみの登場。ニュータイプが人類に対する脅威になるとの考えからEXAMシステムを開発した狂気の科学者。
なお、EXAM搭載機体（3号機を除く）が蒼色に塗装されているのは彼の趣味とされるが、一説によるとニュータイプには宇宙が青色に見えるという事実を協力者であるマリオン・ウェルチから知り、それに対する迷彩塗装として蒼色を選択したとされる。
初期の漫画版ではNTが後にオールドタイプを駆逐されると考え設計した事が描かれている。（ただし、作者自体は父親身のある部分も描きたかったと漫画で書かれている）後の『ザ・ブルー・ディスティニー』では2号機を奪われる形で、小説等ではニムバスに託すような形で2号機を明け渡している。裏切り者としてニムバスによって殺害された。
『機動戦士ガンダム サイドストーリーズ』では自己中心的なマッドサイエンティストでEXAM事件の真の黒幕として描かれている。ニムバスによる2号機強奪時も誇り高いジオン軍人である彼が自身の研究に協力するため連邦軍に寝返ったと勘違いするなど、マリオンやニムバスを単なる道具としてしか見ておらず、その本質を理解していないといった点が描かれた。
パク
小説版にのみ登場。階級は准尉。ジャブロー防衛戦を始めとする戦場で撃墜数を多数出した事で能力を認められ、モルモット隊に配属された。しかし部隊では伸び悩み、地上からジオンが駆逐されて戦果をあげる機会が減っていくことに対する焦りを募らせていく。
ニムバスのイフリート改と交戦するユウを支援するために2号機に搭乗するものの、EXAMシステムに対応することができず、機体を捨てたニムバスによって外部からハッチを強制開放させられ射殺される。
ロゴージン
小説版にのみ登場。階級は大尉。モルモット部隊の隊長。蛙のような顔をしている為部隊内では陰で《蛙親爺》（かえるおやじ）との渾名で呼ばれているが決して愛嬌のある印象を与えてはいない。
この任務を出世への糸口としか見ておらず、部下の命をなんとも思っていない冷酷な男。部下からの信頼は無いに等しく、蛙親父と陰口を叩かれている。
軍内ではレビル派に属していたが、星一号作戦でレビル将軍が戦死したために算段が狂い、戦後に出世コースに乗ることはできなかったという。
マオ
小説版にのみ登場。階級は中尉。ロゴージンの副官。主にブリーフィングを担当。
アンジェラ
小説版にのみ登場。モーリンと同様にモルモット隊でオペレーターを務めており、2号機が奪取されて部隊が縮小された（宇宙戦ではミデアの搭乗員などは不要となる）後も主任オペレーターとして部隊に残る。
マツバラ
小説版にのみ登場。モルモット部隊のチーフメカニック。
ヤマク
小説版にのみ登場。階級は伍長。ホバートラックによる後方支援を担当。
エド
小説版にのみ登場。階級は伍長。ホバートラックによる後方支援を担当。
エイミー・バウアー・マイスター
覇王マガジン版にのみ登場。「オデッサの荒鷲」の異名を持つエースパイロットで少尉。ユウ、エイミー、そして彼女の夫フランクはかつて同じ部隊だった。戦闘機での戦いに限界を感じながらも、亡き夫への感傷から空にこだわっている。
クレア・キルマー
『ザ・ブルー・ディスティニー』のみ登場。かつて1号機のテストパイロットを務めていた女性で、ユウが最初に1号機と邂逅した際にコックピットにいた人物。
EXAMの暴走によって負傷し、実戦困難な身体となったことで開発中の2号機、3号機のテストパイロットに専念していた。その後、2機のEXAM機のシミュレートの為に来訪したユウとテスト戦を行っており、彼に機体に組み込まれたDフェイズの危険性と自身が僅かに感じるマリオンの事を託している。ニムバスがケベックのEXAM研究所を襲撃し、2号機を強奪しようとした際に、保管していた0号機で止めようとしたが、ニムバスの操縦する2号機に破壊され、戦死する。
ホセ・リベラ
『ザ・ブルー・ディスティニー』のみ登場。ニューバーン基地の第11部隊第2小隊の隊長を務める少尉で、基地に新しく支給されたジム・コマンドのパイロットの1人。ブルーディスティニーを搭載したミデアの救援のために駆け付けたが、ニムバスの駆るイフリート改に撃破された(但し、軽傷で生還している)。その後はフィリップが使っていたジム・コマンドを使うことになる。なお、彼の機体のみ、背部のビームサーベルは２本装備されている。
ジョン・サトー
『ザ・ブルー・ディスティニー』のみ登場。ニューバーン基地の第11部隊第3小隊の隊長を務める少尉で、陸戦型ジムのパイロットの1人。性格は堅物で（いわゆる「職業軍人」）、フィリップの事は良く思っていない。

### ジオン公国軍
ニムバス・シュターゼン
声：速水奨
ジオン公国軍のモビルスーツパイロットで、階級は大尉。イフリート改、ブルーディスティニー2号機に搭乗した。機体のパーソナルカラーは両肩が赤。最終階級は大尉とされているが、上官殺害によって降格させられた階級であるため、降格前の階級は不明とされている。漫画版では少佐。
ジオンの騎士を自称。好戦的で冷酷、プライドが高く他人を見下す事が多く、連邦の兵士を雑兵と称する。欠点の目立つ剣呑な人物ではあるが、反面その卓越した技量や、一徹に潔い性格から彼を崇拝する部下や兵士も多かったという。自分の身を優先させて無謀な撤退命令を出した上官を殺害してしまうが、軍法会議でその場に居合わせた兵士達の嘆願もあり、降格処分となりEXAMシステムを研究していたクルスト博士の下へ左遷。その後、ジオンを裏切り連邦に亡命したクルストの抹殺を目的として地球に降下し、実験段階だったEXAMシステムを搭載したイフリート改でユウ・カジマとたびたび交戦する。ユウのブルーディスティニー1号機と相討ちになる形で愛機を失った後は、連邦に亡命していたクルスト博士を殺害、ブルーディスティニー2号機を奪取して宇宙に上がる。最後はサイド5宙域においてユウのブルーディスティニー3号機と交戦するも敗れ、3号機を巻き添えにしつつ戦死した。
原作ではあくまでEXAM搭載機であるブルーディスティニーに執着し、マリオンという名前は出していないが、他のメディアではマリオンに執心している描写が多々ある。
本編では「ジオンの騎士」を自称しながら敵味方関係なくその手にかける「狂犬」のような人物に描かれた（初期の漫画では撤退する味方機を撃墜する場面もあった）が、『機動戦士ガンダム サイドストーリーズ』では、ニムバスの側から見たストーリーが収録される。テストパイロットとしてNTマリオンにシミュレーターで散々苦杯を舐めさせられていたが彼女を憎むことはなく、EXAM完成の際にマリオンが昏睡に陥るや彼女を密かにサイド6の病院に運び込んで保護していたことが明かされた。そうした自身のプライドを犠牲にしてでも祖国の勝利を希求するニムバスに対するクルストの評価は「ジオンの方がマシなパイロットがいる」という不当に低い扱いだった。また、クルストを追い詰めて殺害した理由も、祖国ジオンへの裏切りと、マリオンに対する実験動物的な扱いに対する義憤、クルストの自己中心的で病的な人間性に対する制裁など、彼の騎士道精神と人間味が深く掘り下げられるストーリーとなっている。だが、結局のところユウとの戦いに勝つことに固執する余り視野狭窄になり、結果自身も「EXAMの亡者」となってしまったことから、マリオンの「救い」により安らかな戦死を遂げる。なお、ニムバス編は常に1機で戦うことになるため難易度が若干高い。
なお本ゲーム中での彼の独特な戦闘スタイルは『SDガンダム GGENERATION ADVANCE』のプロフィールモードに「場外に逃亡して相手のリングアウト負けを狙う、姑息な戦いぶりが印象的」と書かれてしまうほどであった。（セガサターン版では戦闘エリアが決まっていたため、敵が場外に逃げてしまい追撃すると敵前逃亡扱いになることがあった）
マリオン・ウェルチ
声：雪乃五月（設定のみ）/ 林原めぐみ（『ギレンの野望』ほか）
EXAMシステムを完成させるに当たって、クルスト博士に協力した14歳のニュータイプ少女。貧しい宇宙移民の子だったが、クルストに引き取られ育てられる。システムの完成と同時に意識不明となるも、EXAMを巡る戦いによってシステム搭載機が全て破壊されると同時に意識を回復したといわれている。その後の消息は不明。
原作ゲームではセリフらしいセリフはないキャラクターだが、メディアによって扱われ方が微妙に変わっている。『GGENERATION』シリーズではニムバスやユウとやり取り（マリオンの言葉にニムバスやユウが答える形）をしており、漫画版に至ってはユウとちゃんと会話している。ただし、GGENERATIONではユウはマリオンをシステムだと語り、漫画版では彼女に協力すると語るなど、その内容も変わってくる。小説版ではニムバスに強姦された事が示唆されており、男性への嫌悪感、恐怖感を示すような発言を見せた。一方、攻略本掲載の千葉智宏による短篇小説版や『サイドストーリーズ』では漫画、小説版とは異なりニムバスとの関係は良好で、パートナーと言っても差し支えないものだった。実際、ニムバスはマリオンを助けるために任務についているふしさえあり、『サイドストーリーズ』収録のニムバス編では、意識不明となったマリオンをサイド6の病院に入れて保護している。戦災孤児だったマリオンはララァ・スンと同様に自身を不遇な境涯から救って大切（実際はニュータイプとして珍重し、その能力を恐れた）に扱ってくれたクルストやニムバスに「感謝」や「愛情」を抱いていた。ただ、彼女の「戦いたくない。でも愛する人を守りたい」という「意志」は二人には理解されず「脅威」や「怨念」と誤解され、きちんと理解して受け止めたのはユウ一人だった。
『ザ・ブルー・ディスティニー』では蒼い機体と遭遇したユウの夢に時折現れては意志を交わしている。
イフリート改やブルーディスティニー2号機に搭載されているEXAMの中のマリオンの意志（魂）は、十字架に見立てた剣に拘束されていたり、ニムバスを表す黒い意志のようなものに強姦されているように表現されていたりして、一方1号機や3号機に搭載されているEXAMの中のマリオンの意志（魂）は、ユウに寄り添い、共に戦う意志を表すように表現されている。
マリオンの意志（魂）は4つのEXAMに封じられ、その全てが破壊された後、彼女は昏睡から目覚めることになった。一年戦争終結後、サイド6でユウと出会っているがそれとは気づかれなかった。サイコフレームはないものの奇跡の光を起こしてユウを救い、アクシズ・ショックの際に彼女もアムロやユウに力を貸している描写がされた。
設定資料集によれば、マリオンがMSに搭乗してプレイヤーと戦うというストーリーも検討された。その際のマリオン搭乗MSは専用のMA、もしくはケンプファーをベースにした紅いMSであり、資料集には両者のスケッチも掲載されている 。ゲーム『ギレンの野望』シリーズでは、EXAM計画を採用しないことで、マリオンをパイロットとして加入させることが可能になっている。GGENERATIONシリーズにおいても、シナリオクリアやライブラリ回収率などで加入できるシリーズがあり、ギャザビート２ではユウと会話したり協力するイベントも存在する。
なお、ガンダムEXAにおいては、クワトロ・バジーナの助けを借りアナハイムが技術研究のために修復したブルーディスティニー3号機改に乗り込み、ゼロ・ムラサメの乗るプロトタイプ・ガンダムMk-IIと死闘を繰り広げるという展開がある。
アブラハム
覇王マガジン版にのみ登場。ニムバスの指揮下にあるドム小隊の隊長で大尉。新型ジムのユウと一騎討ちし敗れる。地球上での最後の戦いが強敵相手だったことを喜んでいた。
グロス、レイバン
覇王マガジン版にのみ登場。アブラハムの部下。フィリップ、サマナと戦い追い詰めるが、エイミーの助太刀により撃破される。
トリスタン・トレーダー
声：四宮豪
『サイドストーリーズ』に収録のストーリー、及びコミック作品『ザ・ブルー・ディスティニー』に登場するニムバスの部下で、ドムを乗機とするパイロット。『サイドストーリーズ』ではセルジュ亡き後もニムバスに付き従い、ブルーディスティニー2号機の奪取に協力した後、ニムバスと2号機を宇宙に送り出すために殿を務めて戦死した。
『ザ・ブルー・ディスティニー』では好戦的な性格が強調されており、ニムバスに敵対する者は連邦軍はおろか、友軍であるはずのジオン軍の他の部隊、更には自軍部隊の他の者、特にセルジュ亡き後に部隊に加わったジル・ジグラに対しては敵意を剥き出しにしている。相方であるセルジュからは「戦闘を愉しむクセがある」と幾度となく諌められている。また戦場で回収した装備を即座に転用するといった機転の良さ、臨機応変さも描かれている(ザクI・スナイパータイプのライフルを転用して急造のビーム狙撃システムを組み上げ、ミデアを撃ち落としている)。
本心ではブルーディスティニーの奪取を考えており、鹵獲した際には自身の機体としたいという向上心も露わにしている(これについてはニムバスも否定はせず、「その暁には自分がキシリアに進言する」と檄を飛ばしていた)。しかし2号機の奪取時に3号機も起動させて自分が奪取しようとしたが、ニムバスがユウとの決着をつける為に3号機の奪取を止められ、この目論みは果たせなかった。だが2号機を止める為に自分達の知らない0号機が出て来たのを見たビットリオから、もしかしたら自分達がまだ知らないEXAM搭載機があるかも知れないと聞くと、これも運命だと笑みを浮かべた。
セルジュ・ラウ
声：樋口智透
『サイドストーリーズ』に収録のストーリー、及びコミック作品『ザ・ブルー・ディスティニー』に登場するニムバスの部下で、ドムを乗機とするパイロット。セガサターン版や漫画版では、ブルーディスティニー1号機の頭部はキャリフォルニアベースにおけるイフリート改との一騎討ちで破壊されたものとされているが、サイドストーリーズでは、機体の負荷が蓄積して動けなくなったイフリート改をかばったセルジュが、死に際にジャイアント・バズのゼロ距離射撃で1号機の頭部を破壊している。
『ザ・ブルー・ディスティニー』では地上に降りたニムバスと共にEXAM開発用テストパイロットの一員となっており、当時の最新鋭機であるドムを遺憾なく扱える優秀な人物として描かれている。また、戦闘狂な一面を覗かせるトリスタンの相方として、実戦においては彼やニムバスの支援をそつなくこなしている。トリスタンよりも長くニムバスの元におり、ニムバスの上官殺しの現場にもザクで出撃していた。『サイドストーリーズ』と同様に、動けなくなったイフリート改をかばって、1号機の頭部を破壊後に戦死している。
ビットリオ・グラント
『ザ・ブルー・ディスティニー』のみ登場。曹長。顔の右半分に火傷の痕が残る風貌の男性で、ニムバス隊においてはイフリート改の整備班を担当する。
当初はルパート・ブラッツィの部下であったが、上官の死と同時にニムバス隊と合流する。その際にイフリート改を間近で見た事で、整備不足が目立つ本機の整備班に志願した。以後はトリスタン、セルジュと同じくニムバスに同行する事を許されている。
現場で培った作業効率の高さはニムバス隊の整備班も目を見張るものがあり、またニムバス自身も彼にEXAMの見解を話すなど、隊の面々からは信頼を置かれている模様。2号機の奪取時には自分達の知らない0号機が出て来たの見て、トリスタンにまだ自分達の知らないEXAM機があるかも知れない事と、トリスタンがそれを奪取出来る可能性がある事を話した。
ジル・ジグラ
『ザ・ブルー・ディスティニー』のみ登場。連邦軍のメカニックとして潜入しフィリップの恋人を演じつつ（いわゆる『ハニートラップ』）EXAM機関連の情報をジオンに流していた。ニューバーン基地ではジオン軍襲撃による混乱の最中にイフリート改の修理用パーツを含めた補給物資の供給も行った。
ヴァイト・ヴァント基地にパーツであったギャンを、連邦系の部材を使用して組み立て、自分の機体とするほど、MSに関しての知識と腕は確か。
ニムバスがケベックのEXAM研究所を襲撃し、2号機を強奪しようとした際に、同行していた若いメカニックを殺害し、ニムバス隊に合流する。なお、モルモット隊側には「メカニックとして連れ去られた」と認識されている(研究所にいた者はジル以外全員死亡していた為、真相は闇に葬られている)。
ルパート・ブラッツィ
『ザ・ブルー・ディスティニー』のみ登場。モルモット隊の攻撃対象となったヴァイト・ヴァント基地のMS隊指揮官であり、最新鋭機であるゲルググに搭乗する。
指揮官としてもパイロットとしても非凡な人材であり、本来ヴァイト・ヴァントの配属でないにも関わらず、自分の隊を迎え入れてくれた基地司令の恩に報いるため、自ら守備隊を指揮。侵攻された基地の撤退作業が行われている間に自らブルーディスティニー1号機と対峙し、激戦の末に戦死を遂げる。

### その他
- ナレーション（声：大塚明夫）
- EXAMシステムの声（声：雪乃五月）
- 敵味方の一般兵等（声：辻親八、中博史、千葉一伸、松本大）

ユージーン・スクッラ
『ザ・ブルー・ディスティニー』のみ登場。とある町に隠棲していた老画家で、U.C0060年代に抽象画『フューチャー・ワールド』を描いた人物。絵画そのものはマ・クベのもとにおかれていたが、後に連邦軍の奪取の対象としてモルモット隊の標的となる。
モルモット隊とジオンの護衛部隊が戦闘を行っている最中に、絵が保管されていた教会に突如として現れ、作品が政治的に利用される事に憤って自ら絵を処分してしまった。しかしその際、『天使の羽を見た』とも語っていた。

## 登場兵器

### 地球連邦軍
- RX-79BD-1 ブルーディスティニー1号機
  - RX-79BD-3 ブルーディスティニー3号機
- RGM-79G ジム・コマンド[16]
- RB-79 ボール
- MS-06 ザクII（鹵獲機）
- RX-75 ガンタンク
- RX-77 ガンキャノン
- RX-78 ガンダム

### ジオン公国軍
- MS-05 ザクI
- MS-06 ザクII
  - MS-06K ザクキャノン
  - MS-06R 高機動型ザクII
- MS-07B グフ
- MS-08TX[EXAM] イフリート改
- MS-09 ドム
- MS-14 ゲルググ
- MSM-03C ハイゴッグ
- MSM-07E ズゴックE
- RX-79BD-2 ブルーディスティニー2号機

## 制作の背景
元々「OVAのようなストーリーを短期間で連続展開していく」というコンセプトで作られていたが、初期段階で人事異動がありプロデューサーを稲垣浩文、ディレクターを徳島雅彦、シナリオを千葉智宏が担当することとなった（これを開発者の座談会では「キラーパス」と呼称していた）。特に千葉にパスが行ったのが一作目のシナリオ締め切りの2週間前というタイトなスケジュールであった。また攻略本制作が仕事であった千葉にとってはゲームのシナリオを初めて挑む作業となった。
「戦慄のブルー」というタイトルや「EXAM」などの設定は前任のシナリオ担当の時点で作られていた。元々はジオン軍視点のゲームであったが、開発当時のガンダム作品の設定では連邦軍のMSや兵器のバリエーションが不足しており連邦軍視点として作り直す事となった。

連邦及びジオンのMSのカラーリングが修正されているのは当時のゲーム機のポリゴンの計算精度及び描画性能に限界があり、色違いパーツが重なる部分が頻繁に書き換わって目立つのを防止するための措置である。ブルーが青一色のカラーリングになっているのはこれが要因の1つ。
開発当時の状況は、セガサターンのポリゴン性能はライバル機であったプレイステーションに見劣りするものであったし、またジムや新規のモビルスーツが主役のオリジナル作品は未知の分野であり受け入れられるかどうかも分からず、タイトル発表時は期待されていなかったという。　しかし各媒体へのテストロムの配布後に状況は好転する。各ゲーム雑誌でも大きく取り上げられるようになり、また体験版の配布などではセガの協力も得ることができた（当時は劇中設定が厳密に規定・管理されておらず、劇中設定と矛盾するMSをゲームに使うことができた。そのため公式設定と異なる部分があるという注釈をつけて発売されることになった。一作目でパッケージにジム、ゲーム本編にジム・コマンドが使われているのはこれが理由）。

## 関連作品

### 漫画
覇王マガジン版
作画は高山瑞穂。講談社の雑誌「覇王マガジン」で連載されていたが、休刊の影響でゲーム版の第2部までしか漫画化されていない。KCデラックス版で単行本化された（ISBN 4-06-334965-9）。
スタジオDNAの『ギレンの野望 コミックアンソロジー』（ISBN 4-921066-02-7）では、高山によるブルーディスティニー2号機と3号機の決着シーンが含まれた短編漫画「蒼い残照」が掲載された。
機動戦士ガンダム外伝 ザ・ブルー・ディスティニー
漫画：たいち庸、シナリオ：千葉智宏（スタジオオルフェ）、メカニックデザイン：大河原邦男・NAOKI。KADOKAWAの雑誌『ガンダムエース』で連載中。タイトルが英文から片仮名になった。当初モルモット小隊が搭乗するジムが陸戦型ジムに変更、ブルーディスティニーの設定も変更されたほか、本作オリジナルの機体であるジム・ドミナンスなども登場する。
ゲーム『機動戦士ガンダム サイドストーリーズ』（「機動戦士ガンダム外伝 ミッシングリンク」）『機動戦士ガンダム外伝 宇宙、閃光の果てに…』の人物も登場する。単行本は既刊9巻。

### 小説
機動戦士ガンダム外伝 THE BLUE DESTINY（小説版）
作者は皆川ゆか。
現在は講談社文庫版が入手可能（ISBN 4-06-273571-7）。
覇王ゲームスペシャル版 機動戦士ガンダム外伝 THE BLUE DESTINY
講談社より1996年から1997年にかけて発売されたゲームの攻略本にも、ショートストーリーが掲載された。ストーリーはスタジオオルフェの千葉智宏が、イラストは同作品のコミック版を担当した高山瑞穂が手掛けた。イラストは新規書き下ろしの他、ゲームとコミック版の物を流用している。
三冊出版された攻略本にそれぞれ、「蒼き死神の系譜」「蒼き騎士の探究」「蒼き騎士と眠り姫」の三作品が掲載され、皆川ゆかの小説版や高山瑞穂のコミック版とは異なった解釈が成されている。
講談社「覇王ゲームスペシャル69」機動戦士ガンダム外伝I 戦慄のブルー テクニカルガイドブック（ISBN 4-06-329269-X）
「蒼き死神の系譜」：戦闘機乗りだったユウがザクと遭遇した事でMSパイロットに転身し、モルモット部隊で蒼いジムと遭遇するまでと、アルフがEXAMシステムの開発に関わるまでのストーリー。
講談社「覇王ゲームスペシャル71」機動戦士ガンダム外伝II 蒼を受け継ぐ者 テクニカルガイドブック（ISBN 4-06-329271-1）
「蒼き騎士の探究」：ニムバスとユウの遭遇とキャリフォルニアベースでの戦闘と、マリオンが事故により意識を失うエピソード。
講談社「覇王ゲームスペシャル81」機動戦士ガンダム外伝III 裁かれし者 テクニカルガイドブック（ISBN 4-06-329281-9）
「蒼き騎士と眠り姫」：IIの後半からIIIのストーリーをユウ、アルフ、ニムバス、マリオンの視点から描く。